# Balkan-Egyptenaren
De Balkan-Egyptenaren of kortweg Egyptenaren (Albanees: Egjiptian, Servisch: Египћани; Egipćani of Ђупци; Đupci, Macedonisch: Египќанци; Egipkjantsi of Ѓупци; Gjoeptsi, Bulgaars: Агупти; Agoepti — in de Rodopen) zijn een Albanees sprekende minderheid in Kosovo, Noord-Macedonië en Albanië. Ze dienen niet te worden verward met de Egyptenaren uit Egypte, waarmee ze mogelijk, maar mogelijk ook niet verwant zijn.

## Identiteit en oorsprong
De Balkan-Egyptenaren werden in het verleden altijd beschouwd als onderdeel van de Roma, maar meer recentelijk worden ze beschouwd als een aparte etnische groep. De oorsprong van de Balkan-Egyptenaren is onbekend. Volgens een theorie zijn het afstammelingen van een groep van Roma, die zegt vanuit Egypte naar de Balkan te zijn gekomen. Een andere theorie beweert dat het afstammelingen zijn van Egyptische soldaten, die in de 4e eeuw naar de Balkan kwamen.

## Verspreidingsgebied
De meeste van deze Egyptenaren wonen in Kosovo, maar ze zijn ook woonachtig in Centraal-Servië, de Vojvodina, Noord-Macedonië, Bosnië en Herzegovina, Montenegro, Kroatië, Bulgarije, Griekenland en Albanië.
Volgens gegevens uit 1996 woonden er toen 87.000 Egyptenaren in Kosovo. Bij de volkstelling van 2002 in Macedonië werden 3.713 Egyptenaren geregistreerd.
Tijdens en na de Kosovo-Oorlog van 1999 ontvluchtten velen van hen Kosovo en vestigden zich in Centraal-Servië, de Vojvodina en Montenegro.

## Naam
Hoewel de Roma in sommige talen ook wel worden aangeduid met benamingen die zijn afgeleid van het woord 'Egyptenaar', zoals het Engelse 'gypsy' ('zigeuner', van het Griekse woord Αιγύπτοι; Aigyptoi; "Egyptenaar"), gebruiken de Serven die in Kosovo wonen niet de naam 'Egyptenaren' om de Roma aan te duiden, maar alleen om sprekers van het Albanees aan te duiden, die zichzelf 'Egyptenaren' (Egjiptian) noemen. De Serviërs noemen de Roma nog altijd 'Cigani' ("zigeuners"), hetgeen in sommige gebieden als beledigend wordt beschouwd. Kosovaarse Albanezen gebruiken de naam 'Magjup', dat eveneens als beledigend wordt ervaren en vermoedelijk is afgeleid van het woord 'Egyptenaar' om de Balkan-Egyptenaren aan te duiden.
Volgens sommige schrijvers, zoals de Tsjechische Slavist Konstantin Josef Jireček, zou een 14e-eeuwse verwijzing naar een plaatsnaam (Агѹповы клѣти, Agoepovy klěti) in het Rila-handvest van Ivan Alexander van Bulgaria in verband kunnen worden gebracht met de Balkan-Egyptenaren.